# Toronto City
El Toronto City fue un equipo de fútbol de Canadá que alguna vez jugó en la United Soccer Association, una de las ligas desaparecidas de los Estados Unidos.

## Historia
Fue fundado en el año 1961 en la ciudad de Toronto por el periodista Ed Fitken, Steve Stavro, y un grupo de empresarios canadienses de ascendencia de Macedonia, los cuales crearon al equipo para que jugara en la Eastern Canadian Professional Soccer League, y en su temporada inaugural reclutaron a varios jugadores de Irlanda del Norte y a ingleses como Stanley Matthews y John Haynes.
En 1966, Steve Stavro decidió ayudar a la United Soccer Association e inscribió al equipo en la nueva liga. La nueva liga se distinguía porque los equipos importaban muchos jugadores extranjeros, y en el caso del Toronto City los jugadores provenían principalmente del Hibernian FC de Escocia.
El club finalizó en tercer lugar en su temporada inaugural y en diciembre de 1967 la United Soccer Association decidió fusionarse con la North American Soccer League, y como resultado de ello, algunas franquicias de la USA desaparecieron, incluyendo al Toronto City en vista de que no podía haber 2 equipos de la misma ciudad, eligiendo al Toronto Falcons como el representante de la ciudad y Stavro vendió a su equipo por $160.000 para que fuera readmitido en la liga.

## Palmarés
- EPCSL: 1

1964

## Temporadas
| Año  | Liga  | G  | P  | E | Pts | Temporada Regular | Playoffs                  |
| ---- | ----- | -- | -- | - | --- | ----------------- | ------------------------- |
| 1961 | ECPSL | 11 | 10 | 3 | 25  | 1.º               | Eliminado en la semifinal |
| 1962 | ECPSL | 8  | 9  | 7 | 38  | 2.º               | Finalista                 |
| 1963 | ECPSL | 3  | 16 | 6 | 12  | 6.º               | No Clasificó              |
| 1964 | ECPSL | 14 | 4  | 6 | 34  | 1.º               | Campeón                   |
| 1965 | ECPSL | 5  | 13 | 6 | 16  | 5.º               | No Clasificó              |
| 1967 | USA   | 4  | 3  | 5 | 13  | 3.ª División Este | No Clasificó              |

## Jugadores destacados
| - Thomson Allan (1967) 12 partidos - Bobby Armstrong (1963) - Roy Bentley (1962) - Danny Blanchflower (1961) 12 apariciones, 3 goles - Tony Book (1964) - Gordon Bradley (1965) - Johnny Brooks (1964; 1965) 27 apariciones, 8 goles - Davie Caldwell (1961; 1962; 1964) - Willie Callaghan (1963) 8 partidos, 1 gol - Walter Chyzowych (1961–1964) - Danny Clapton (1962) 20 partidos, 9 goles - Peter Cormack (1967) 11 partidos, 5 goles - Alan Cousin (1967) - Bobby Craig (1965) 7 partidos, 1 gol - Errol Crossan (1961) 19 partidos, 3 goles | - Zoltan Czibor (1965) - Joe Davis (1967) 12 partidos, 3 goles - Tommy Docherty (1962) - Alex Ely (1964–1965) - Charlie Fleming (1964) 19 partidos, 19 goles - Roy Gratrix (1961; 1965) 32 partidos, 1 gol - Alex Harley (1965) 16 partidos, 4 goles - Allan Harvey (1961; 1963) 38 partidos, 9 goles - Johnny Haynes (1961; 1962) 8 partidos, 5 goles - Bobby Johnstone (1961; 1962) 6 partidos, 3 goles - Ally McGraw (1967) 11 partidos, 1 gol - John Madsen (1967) - Stanley Matthews (1961; 1965) 21 partidos, 1 gol - Jackie Mudie (1961) 8 partidos, 7 goles - Bobby Nicol (1962; 1964–1965) 72 partidos, 2 goles | - Pat O'Connell (1964) 18 partidos, 3 goles - Jimmy O'Rourke (1967) - Ted Purdon (1963; 1964; 1965) 62 partidos, 33 goles - Pat Quinn (1967) 11 partidos. - Jack Reilly (1967) - Cyril Robinson (1961) 5 partidos. - Keith Sanderson (1964) - Jim Scott (1967) 12 partidos, 3 goles - Nigel Sims (1964–1965) 47 partidos. - Peter Smethurst (1961) 2 partidos, 1 gol - Pat Stanton (1967) 11 partidos, 1 gol - Colin Stein (1967) 8 partidos, 4 goles - Eric Stevenson (1967) 11 partidos, 1 gol - John Young (1962–1964) - Tommy Younger (1961; 1962) 23 partidos (todos en 1961) |

## Entrenadores
- Tommy Younger
- Malcolm Allison